# Gyldendalprisen
Gyldendalprisen (dt. „Der Gyldendalpreis“) ist ein norwegischer Literaturpreis, der jährlich vom Verlagshaus Gyldendal Norsk Forlag vergeben wird. Er war im Jahr 2018 mit 500.000 Kronen (rund 50.000 Euro) dotiert. 
Der Preis wird an norwegische Autoren unabhängig ihrer Verlagszugehörigkeit vergeben. Mit ihm sollen Autoren ausgezeichnet werden, die ein bedeutendes belletristisches Werk aufweisen. Hierzu zählen auch Kinder- und Jugendbücher. Der Preis kann ausnahmsweise auch für ein nicht-fiktionales Werk vergeben werden, wenn dieses besondere literarische und essayistische Qualitäten aufweist.
Der Gyldendalpreis wurde erstmals 1996 vergeben. Er ist die Weiterführung des „Gyldendals legat“, das von 1935 bis 1995 vergeben wurde.

## Preisträger

### Gyldendals legat
- 1934: Olav Duun
- 1935: Peter Egge, Herman Wildenvey, Arnulf Øverland
- 1936: Gabriel Scott
- 1937: Cora Sandel
- 1938: Arthur Omre
- 1939: Johan Falkberget
- 1940: Sigurd Christiansen, Ronald Fangen, Sigurd Hoel
- 1941: Gunnar Reiss-Andersen, Kristian Elster
- 1942: Inge Krokann
- 1943: Tarjei Vesaas
- 1944: Inger Hagerup
- 1945: Johan Borgen
- 1946: Emil Boyson, Ernst Orvil, Tore Ørjasæter
- 1947: Nils Johan Rud
- 1948: Ingeborg Møller, Aksel Sandemose
- 1949: Gunnar Larsen, Magnhild Haalke
- 1950: Egil Rasmussen, Hans Henrik Holm
- 1951: Gunvor Hofmo
- 1952: Jakob Sande, Mikkjel Fønhus
- 1953: Engvald Bakkan
- 1954: Agnar Mykle, Terje Stigen
- 1955: Bjørn  Rongen, Alfred Hauge
- 1956: Sigbjørn Hølmebakk
- 1957: Eivind Tverbak, Halldis Moren Vesaas
- 1958: Astrid Tollefsen
- 1959: Alf Larsen, Åge Rønning
- 1960: Finn Bjørnseth
- 1961: Johannes Heggland, Per Bronken
- 1962: Bergljot Hobæk Haff
- 1963: Åsta Holth, Arnold Eidslott, Ola Viker
- 1964: Aslaug Låstad Lygre, Odd Hølaas
- 1965: Marie Takvam, Gisken Wildenvey
- 1966: Georg Johannesen, Odd Winger
- 1967: Kåre Holt, Per Hansson
- 1968: Jan Erik Vold
- 1969: Knut Faldbakken
- 1970: Espen Haavardsholm, Sigmund Skard, Merete Wiger
- 1971: Tor Obrestad
- 1972: Jens Bjørneboe
- 1973: Tor Edvin Dahl
- 1974: Emil Boyson, Nils Johan Rud, Gunvor Hofmo, Bergljot Hobæk Haff, Tor Åge Bringsværd
- 1975: Pål Sundvor
- 1976: Finn Carling, Sigurd Evensmo
- 1977: Jan Jakob Tønseth
- 1978: Olav Nordrå, Arne Ruste
- 1979: Cecilie Løveid, Wera Sæther
- 1980: Marta Schumann, Tormod Haugen
- 1981: Gidske Andersen, Stein Mehren
- 1982: Ola Bauer, Ketil Gjessing
- 1983: Karin Bang, Terje Johanssen
- 1984: Mari Osmundsen, Simen Skjønsberg
- 1985: Paal-Helge Haugen, Geir Kjetsaa
- 1986: Inger Elisabeth Hansen, Erland Kiøsterud
- 1987: Hans Herbjørnsrud, Tor Ulven
- 1988: Liv Køltzow, Øystein Lønn
- 1989: Edvard Hoem, Gunnar Staalesen
- 1990: Sigmund Mjelve, Atle Næss
- 1991: Kjartan Fløgstad, Herbjørg Wassmo
- 1992: Sissel Lie, Steinar Løding, Tor Fretheim
- 1993: Britt Karin Larsen, Thorvald Steen
- 1994: Kjersti Scheen, Bjørn Aamodt
- 1995: Torgrim Eggen, Terje Holtet Larsen

### Gyldendalprisen
- 1996: Dag Solstad
- 1997: Bjørn Aamodt
- 1998: Kjartan Fløgstad
- 1999: Jon Fosse
- 2000: Jan Erik Vold
- 2001: Cecilie Løveid
- 2002: Lars Amund Vaage
- 2003: Inger Elisabeth Hansen
- 2004: Stein Mehren
- 2005: Roy Jacobsen
- 2006: Einar Økland
- 2007: Ole Robert Sunde
- 2008: Paal-Helge Haugen
- 2009: Tomas Espedal
- 2010: Vigdis Hjorth
- 2011: Karl Ove Knausgård
- 2012: Per Petterson
- 2013: Øyvind Rimbereid
- 2014: Rune Christiansen
- 2015: Liv Køltzow
- 2017: Tone Hødnebø
- 2019: Øyvind Berg
- 2021: Espen Søbye
- 2023: Hanne Ørstavik